# Avenue Jean-Jaurès (Ivry-sur-Seine)
Pour les articles homonymes, voir Avenue Jean-Jaurès.
L'avenue Jean-Jaurès est une voie de circulation se trouvant à Ivry-sur-Seine.

## Situation et accès
L'avenue Jean-Jaurès suit le tracé de la D 155.
Au sud de la rue de la Baignade (anciennement rue de la Pompe), elle présente la particularité de partager son tracé avec l'avenue Anatole-France à Vitry-sur-Seine, sur le côté est, tandis que l'avenue Jean-Jaurès occupe le côté ouest.

## Origine du nom

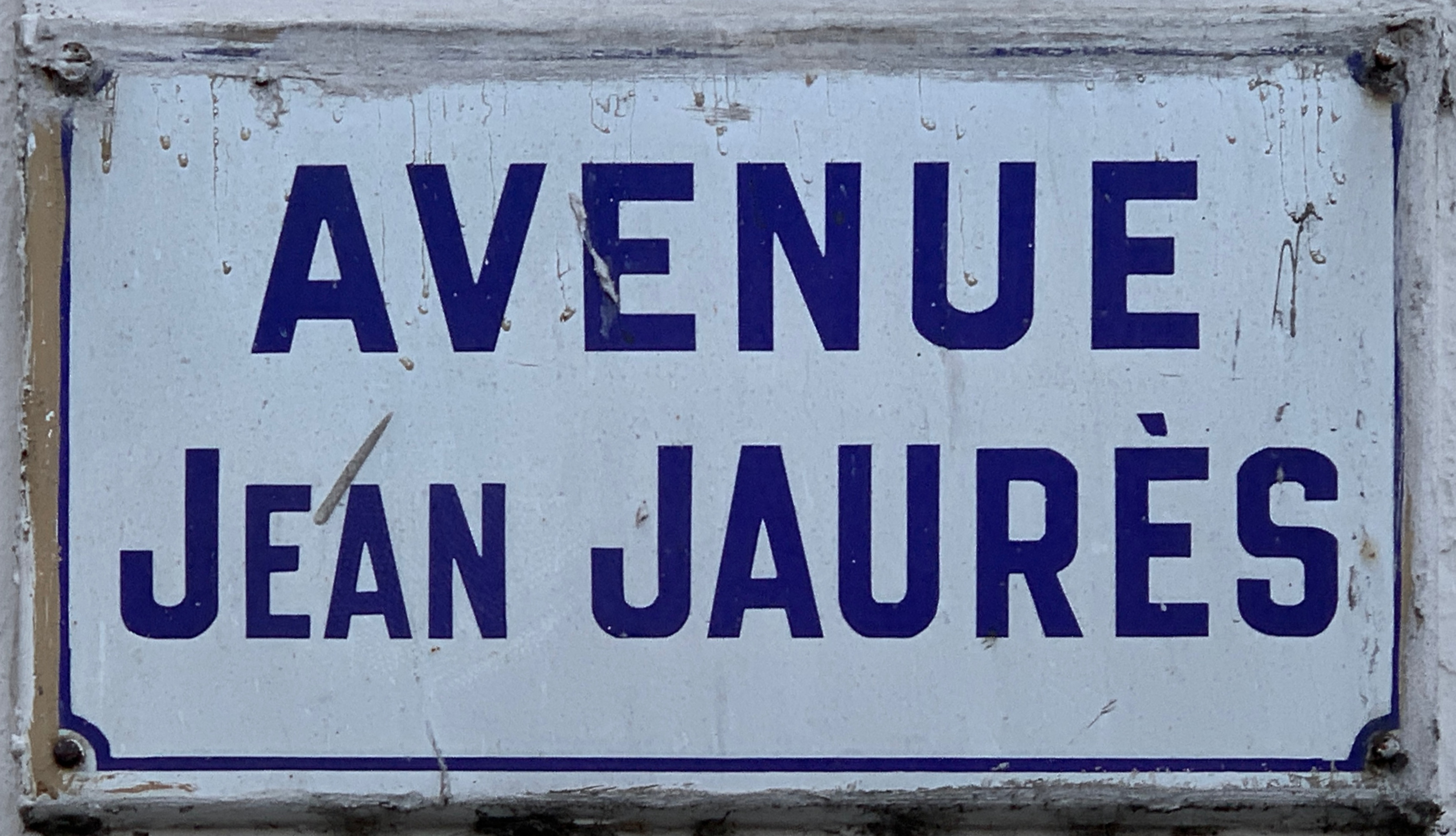
La plaque de l'avenue.

Le nom de cette avenue a été attribué en hommage à l'homme politique socialiste français Jean Jaurès (1859-1914).

## Historique

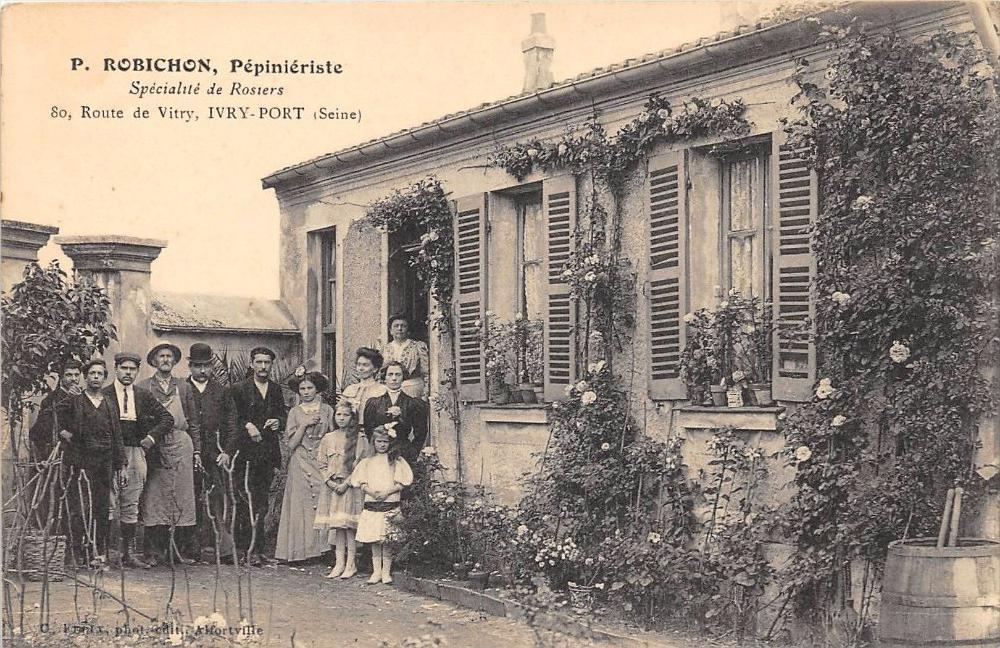
Établissement du pépiniériste Robichon, sis route de Vitry.

Cette avenue s'appelait autrefois route de Vitry,, ville vers laquelle elle se dirige.
Son urbanisation date essentiellement du début du XXe siècle

## Bâtiments remarquables et lieux de mémoire
- Ivry Confluences, projet d'aménagement du quartier Ivry-port[6]. L'avenue en est un axe majeur[7].
- Groupe scolaire Confluences, ouvert en 2015[8].
- Chapelle Saint-Marcel de Vitry-sur-Seine, du côté de l'avenue Anatole-France.
- Hôtel Gambetta, construit à la fin du XIXe siècle, et recensé à l'inventaire général du patrimoine culturel[9].

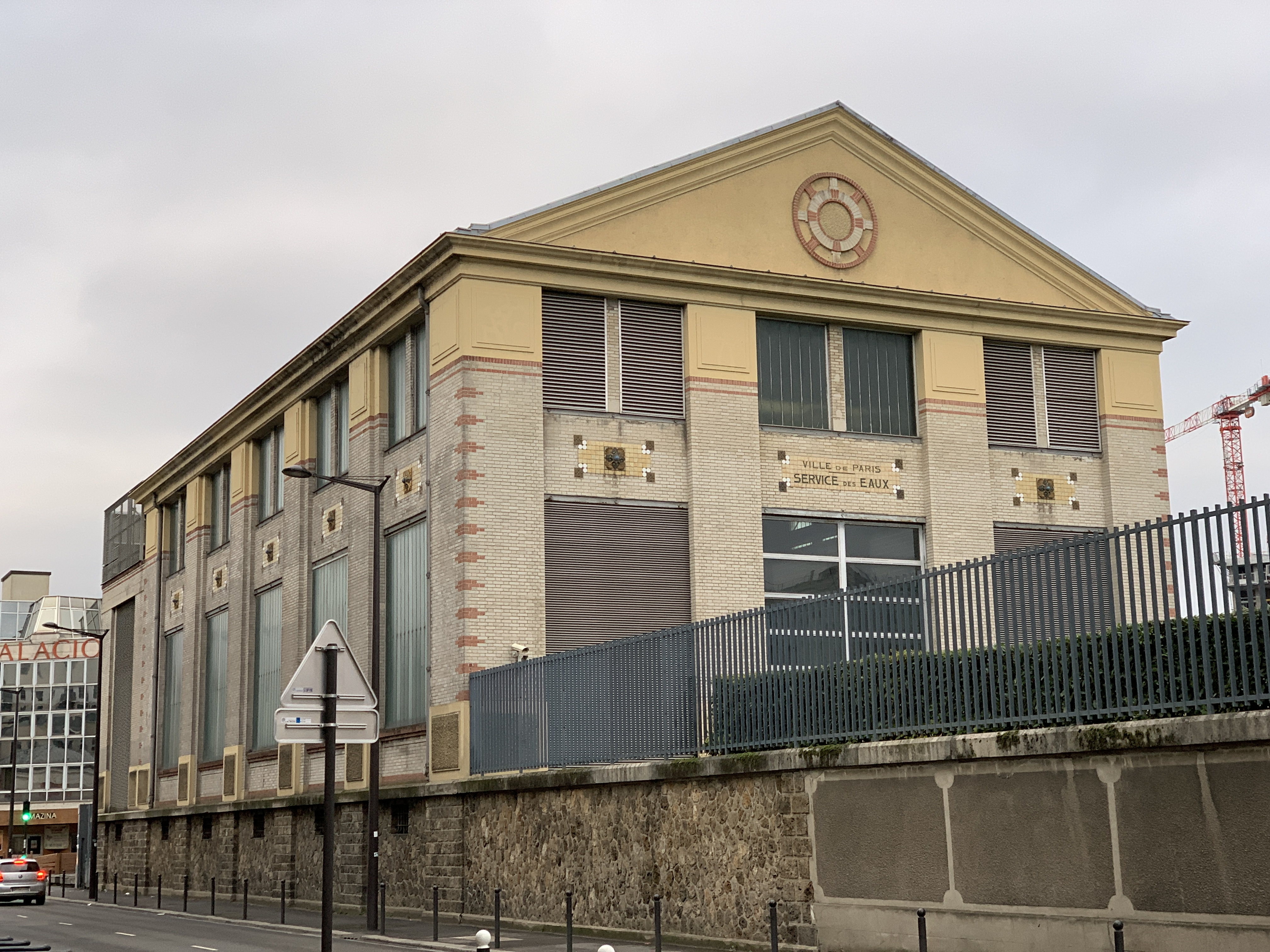
Le service des eaux de la Ville de Paris.
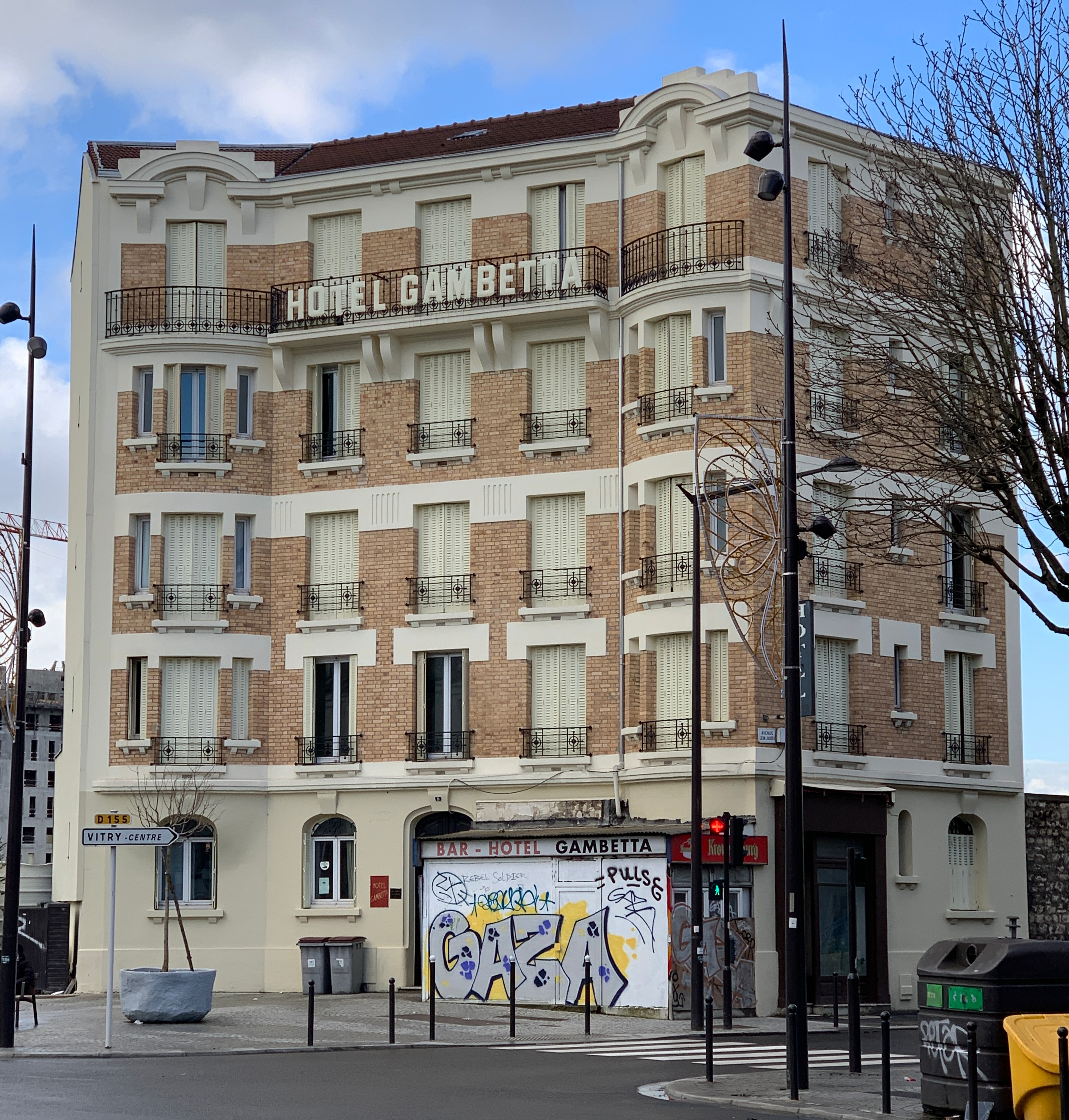
Hôtel Gambetta, donnant sur la place Léon-Gambetta.